# آتاراگالا
آتاراگالا (به لاتین: Attaragalla) یک منطقهٔ مسکونی در سری‌لانکا است که در استان مرکزی (سری‌لانکا) واقع شده‌است.